# Vidnava (nádraží)
Vidnava je dopravna D3, která se nachází na území obce Velká Kraš na západním okraji zástavby města Vidnava v okrese Jeseník. Dopravna leží v km 4,413 neelektrizované jednokolejné trati Velká Kraš – Vidnava, jedná se tedy o její koncovou dopravnu.

## Historie
Nádraží s tehdejším názvem Stadt Weidenau bylo zprovozněno 6. srpna 1897, tehdy se jednalo o koncovou stanici trati z Velké Kraše. 8. května 1912 pak byla trať prodloužena přes pruskou hranici do Nisy. Napojení trati do Nisy si vyžádalo rovněž rozšíření výpravní budovy ve Vidnavě, ve které byli umístěni rakouští a pruští celníci. Trať přes hranici však fungovala jen do roku 1945, kdy byla poškozena během bojů na konci války. Obě strany, československá a polská, již neměly o obnovení provozu zájem, trať byla zrušena a Vidnava se opět stala koncovou dopravnou.
V roce 1910 se stanice přejmenovala na Weidenau i. Österreichisch Schlesien, což platilo až do roku 1918. Německý název Weidenau (Schlesien) byl zaveden i v letech 1938 až 1945, poté se již používal český název Vidnava.

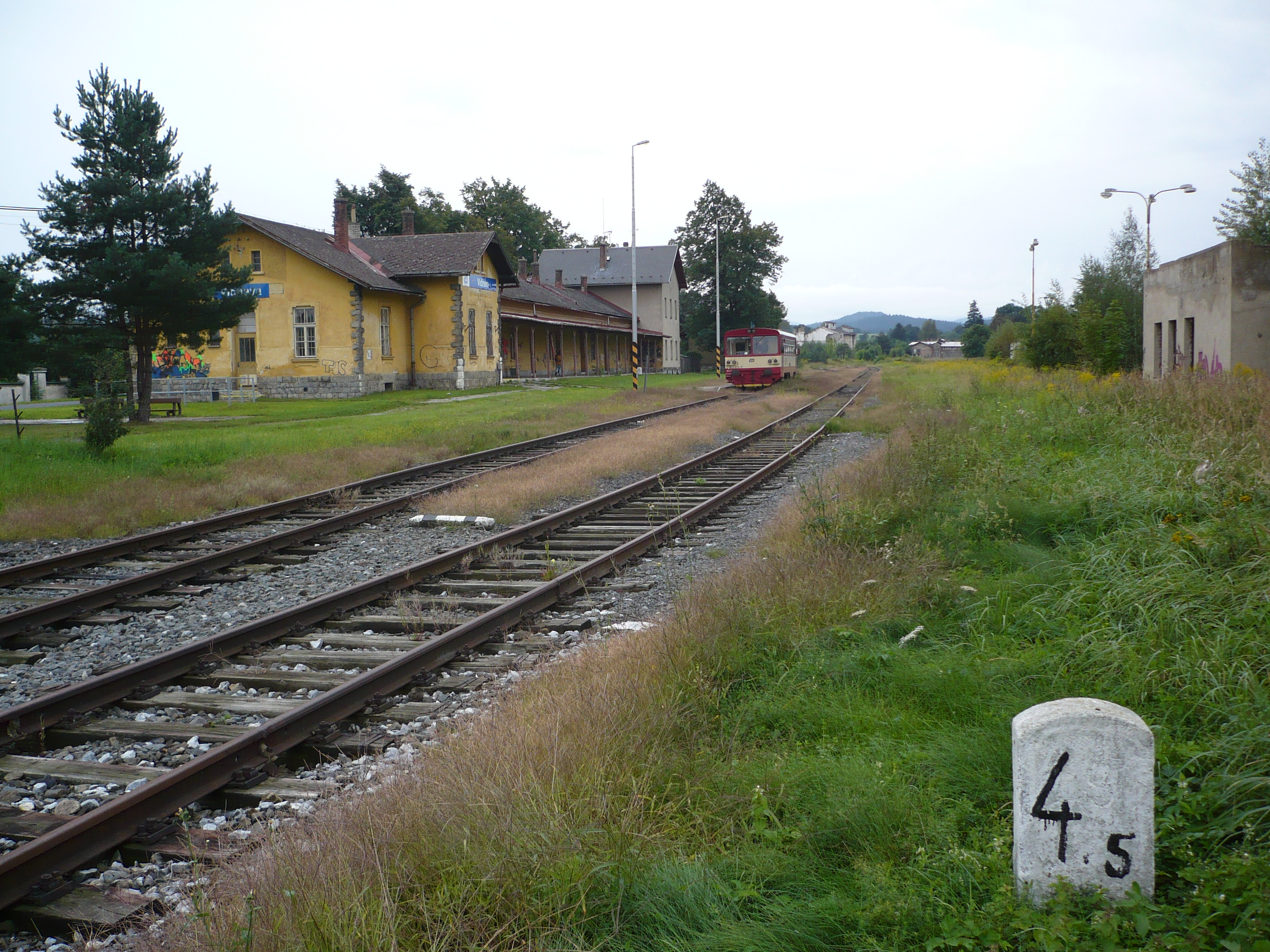
Vidnava krátce před zastavením pravidelné osobní dopravy

Nákladní doprava do Vidnavy utichla po zastavení provozu tamní šamotky a také v souvislosti se zastavením dodávek hnojiv po železnici. Od 12. prosince 2010 je zastavena pravidelná osobní doprava z Velké Kraše do Vidnavy a tím byla zcela zastavena pravidelná železniční dopravy do Vidnavy.
V roce 1988 bylo v budově nádraží zřízeno muzeum železniční sdělovací a zabezpečovací techniky, které bylo v roce 2001 přesunuto do Hradce Králové.

## Popis dopravny
Dopravna D3 Vidnava je řízena dirigujícím dispečerem, který sídlí ve stanici Velká Kraš, jedná se o jedinou dopravnu na trati (pokud nepočítáme Velkou Kraš). Dopravna je z trati kryta lichoběžníkovou tabulkou umístěnou v km 3,921.

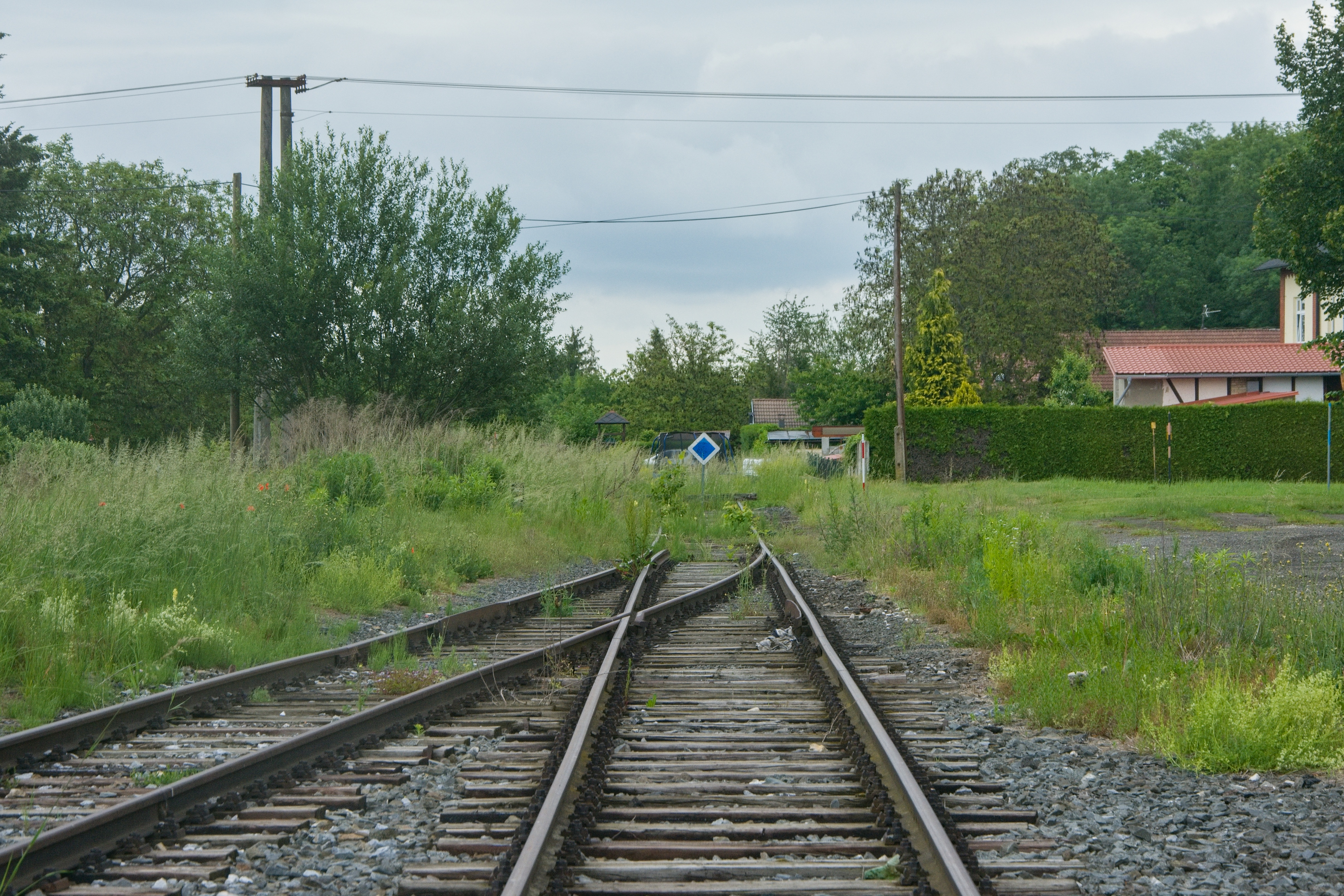
Kusé zhlaví a zarážedlo, za kterým trať dříve pokračovala do Nisy

V dopravně jsou dvě dopravní koleje: před nádražní budovou je dopravní koleje č. 1, následuje dopravní kolej č. 3. a 1, na kusém zhlaví pokračuje kolej č. 1 jako manipulačníkolej č. 1a až k zarážedlu v km 4,574, které je současně koncem trati. Do velkokrašského zhlaví je zapojena ještě kusá manipulační kolej č. 2. Zrušená vlečka do šamotky je zapojena do dopravny na dvou místech: do velkokrašského zhlaví a do koleje č. 1, přičemž toto napojení úrovňově kříží manipulační kolej č. 2.
U dopravní koleje č. 1 je zřízeno vnější jednostranné nástupiště o délce 41 m s nástupní hranou ve výšce 250 mm nad temenem kolejnice. Nádražní budova je pro cestující uzavřená. Před nepřízní počasí se mohou cestující skrýt ve venkovním krytém prostoru budovy.